# Brett Barron
Brett Dewey Barron (ur. 22 września 1959 w San Francisco) – amerykański judoka. Olimpijczyk z Los Angeles 1984, gdzie zajął dziewiąte miejsce w wadze półśredniej.
Piąty na mistrzostwach świata w 1979; siódmy w 1985; uczestnik zawodów w 1981. Złoty medalista igrzysk panamerykańskich w 1983 i brązowy w 1979. Mistrz panamerykański w 1985; drugi w 1978 roku.

## Letnie Igrzyska Olimpijskie 1984
| Konkurencja | Rundy eliminacyjne       | Rundy eliminacyjne | Repasaż               | Klas. końcowa |
| Konkurencja | Przeciwnik I             | Przeciwnik II      | Przeciwnik I          | Miejsce       |
| ----------- | ------------------------ | ------------------ | --------------------- | ------------- |
| 78 kg       | Sayed Al-Tubaikh (KUW) Z | Neil Adams (GBR) P | Rob Henneveld (NED) P | 9.            |